# Escut i bandera de Benissa
L'escut i la bandera de Benissa són els símbols representatius del municipi de Benissa, la Marina Alta, País Valencià.

## Escut heràldic
L'escut oficial de Benissa té el següent blasonament:
| « | D'atzur, el castell d'or. En punta, d'or els quatre pals de gules. Al timbre, corona reial tancada. | » |

## Bandera
La bandera oficial de Benissa té la següent descripció:
| « | En camper d'or, els pals de gules, carregats amb el Blasó municipal vigent, segons s'aprovà mitjançant el Reial Decret 2189/1982, de 9 de juliol. | » |

## Història

Escut utilitzat per Benissa tradicionalment.

L'escut fou rehabilitat mitjançant el Reial Decret 2.189/1982, de 9 de juliol, publicat en el BOE núm. 213, de 6 de setembre de 1982.
Benissa, tot i que no ha tingut mai castell, es representa tradicionalment per un gran edifici dalt d'un turó, en referència a l'antiga església de Sant Pere, bastida al segle xvi possiblement sobre les restes de la mesquita àrab del xiv. L'església, d'aspecte imponent, semblant a una fortalesa, fou enderrocada al començament de la dècada del 1940, si bé al final del 2007 se'n va reconstruir la portada, que actualment es pot admirar a la plaça de l'Església Vella.
Els quatre pals al·ludeixen a l'adscripció primerenca de la vila al Regne de València, originàriament sota la jurisdicció d'Alfons d'Aragó i de Foix, comte de Dénia.
Tradicionalment l'Ajuntament de Benissa ha utilitzat l'escut amb corona oberta.

Segell de 1876.

En l'Arxiu Històric Nacional es conserva un segell en tinta de Benissa de 1876 on hi apareix l'escut de la població però on el castell té una gran torre. També hi apareix la següent descripció:
| « | (castellà) Cuando se dispuso que los Ayuntamientos ó Alcaldías se proveeran de sellos para usar en sus escritos se eligió el que resulta esculpido en el respaldo de los escaños de dicha corporación en la Parroquia de esta Villa, ó sea el escudo de armas de la Casa del Sñr. Marqués de Ariza, según se dice, pues si bien no resulta exactamente igual, es muy parecido á este; siendo el único que se usa y se ha usado indistintamente por el Ayuntamiento y Alcaldía. | (català) Quan es va disposar que els Ajuntaments o Alcaldies es proveïssin de segells per a usar en els seus escrits es va triar el que resulta esculpit en el respatller dels escons d'aquesta corporació de la Parròquia d'aquesta Vila, o siga l'escut d'armes de la Casa del Sr. Marqués d'Ariza, segons es diu, ja que si bé no resulta exactament igual, és molt semblant a aquest; sent l'únic que es fa i s'ha fet servir indistintament per l'Ajuntament i Alcaldia. | » |

La bandera fou aprovada per Ordre de 27 de febrer de 1990, de la Conselleria d'Administració Pública.